# Phalops djuricus
Phalops djuricus är en skalbaggsart som beskrevs av H. Kuntzen 1913. Phalops djuricus ingår i släktet Phalops och familjen bladhorningar. Inga underarter finns listade i Catalogue of Life.